# Hassen Gabsi
Hassen Gabsi (Túnis, 23 de fevereiro de 1974) é um ex-futebolista profissional tunisiano, meia aposentado.

## Carreira
Hassen Gabsi representou a Seleção Tunisiana de Futebol nas Olimpíadas de 1996.